# Фонтан Пріулі (Іракліон)
Фонтан Пріулі або Фонтан Нуова— венеційський фонтан XVI століття в м. Іракліон, острів Крит, Греція, остнній побудований венеційцями на острові.  

## Історія
Потреба створення нового фонтану вникла після перекриття під час облоги Криту (1648-1669 років) османськими військами водотоку до Фонтану Морозіні, а пізніше і Фонтану Бебо. Тож, Іракліон зіткнувся із загрозою недостачі води.
У 1666 році було вирішено перевести воду з колодців навколо Меццалуна Моченіга за допомогою акведука до новгого фонтану. Новий фонтан був побудований поблизу набережної біля Воріт Дерматас та названий на честь венеційського генерала Антоніо Пріулі. Пізніше за османської влади фонтан оновив Хусейн Хаджі-паша.

## Архітектура
Конструкція фонтану вбудована в стару будівлю, а він сам сформований з місцевого вапняку в стилі ренесансу, а саме чотири колони коринфського ордеру з пілястрами, перекриті трикутним фронтоном. Між середніми і крайніми колонами сформовано ніші з  оздобленими метопами над ними.